# Mirski (herb książęcy)
Mirski (Mirski-Światopołk) – polski herb książęcy, odmiana herbu Białynia. Herb własny rodziny Mirskich.

## Opis herbu

### Opis historyczny
Juliusz Ostrowski blazonuje herb następująco:

W polu błękitnem – w środku podkowy srebrnej barkiem na dół, kółko z półstrzałkiem u góry. Nad hełmem w koronie trzy pióra strusie.

### Opis współczesny
Opis skonstruowany współcześnie brzmi następująco:
Na tarczy o polu błękitnym podkowa srebrna barkiem w dół skierowana, pomiędzy jej końcami strzała ostrzem do góry, między ostrzem a podkową księżyc pełen.
Całość otacza płaszcz heraldyczny, podbity gronostajem.
Płaszcz zwieńcza mitra książęca.

## Geneza
Herb przysługujący linii prawosławnej rodziny Mirskich, której przyznano w osobie Jana Tomasza Bogumiła Mirskiego w 1821 roku, na mocy senatu polskiego prawo używania przydomku Światopełk i tytułu książęcego. Następnie Mirskim uznano tytuł 18 kwietnia 1861 roku przez rząd rosyjski. Tytuł w Rosji został tej rodzinie potwierdzony kilka razy, a po raz pierwszy 24 listopada 1881 roku.
Według rodowodu tego domu protoplasta Mirskich, Andrzej Światopełk – kniaź na Mirze – był wspólnie z kniaziami Czetwertyńskimi, potomkiem Swiatopełka, księcia twerskiego, jedenastego syna Włodzimierza, księcia ruskiego. Pierwszym znanym członkiem tej rodziny jest Hrihory Mirski, występujący w dokumentach z 1569 roku.

## Herbowni
Informacje na temat herbownych w artykule sporządzone zostały na podstawie wiarygodnych źródeł, zwłaszcza klasycznych i współczesnych herbarzy. Należy jednak zwrócić uwagę na częste zjawisko przypisywania rodom szlacheckim niewłaściwych herbów, szczególnie nasilone w czasie legitymacji szlachectwa przed zaborczymi heroldiami, co zostało następnie utrwalone w wydawanych kolejno herbarzach. Identyczność nazwiska nie musi oznaczać przynależności do danego rodu herbowego. Przynależność taką mogą bezspornie ustalić wyłącznie badania genealogiczne.
Pełne listy herbownych nie są dziś możliwe do odtworzenia, także ze względu na zniszczenie i zaginięcie wielu akt i dokumentów w czasie II wojny światowej (m.in. w czasie powstania warszawskiego w 1944 spłonęło ponad 90% zasobu Archiwum Głównego w Warszawie, gdzie przechowywana była większość dokumentów staropolskich). Nazwisko znajdujące się w artykule pochodzi z Herbarza polskiego, Tadeusza Gajla. Występowanie danego nazwiska w artykule nie musi oznaczać, że konkretna rodzina pieczętowała się herbem Mirski. Często te same nazwiska są własnością wielu rodzin reprezentujących wszystkie stany dawnej Rzeczypospolitej, tj. chłopów, mieszczan, szlachtę. Herb Mirski jest herbem własnym, wiec do jego używania uprawniona jest zaledwie jedna rodzina: Mirscy.